# Bisdom Baruipur
Het bisdom Baruipur (Latijn: Dioecesis Baruipurensis) is een rooms-katholiek bisdom met als zetel Baruipur, in India. Het bisdom is suffragaan aan het aartsbisdom Calcutta. 

## Geschiedenis
Het bisdom werd opgericht op 30 mei 1977, uit delen van het aartsbisdom Calcutta. 

## Parochies
Het bisdom had in 2020 een oppervlakte van 10.568 km2 en telde 9.540.604 inwoners waarvan 0,7% rooms-katholiek was.

## Bisschoppen
- Linus Nirmal Gomes (30 mei 1977 - 31 oktober 1995)
- Salvadore Lobo (16 oktober 1997 - 4 mei 2020)
- Shyamal Bose (4 mei 2020 - heden; coadjutor sinds 17 mei 2019)

Calcutta (aartsbisdom) · Asansol · Bagdogra · Baruipur · Darjeeling · Jalpaiguri · Krishnagar · Raiganj